# Centaurea pamphylica
Centaurea pamphylica — вид квіткових рослин родини айстрових (Asteraceae). Ендемік Туреччини (Анатолія).
Це дворічна трав’яниста рослина (~80 см) із блідо-рожевими квітами, рясно росте на узбіччях доріг, полях і пустирях.